# Kenneth Nordtvedt
Kenneth Leon Nordtvedt (* 16. April 1939 in Chicago, Illinois) ist ein US-amerikanischer Physiker, der sich mit Gravitationsphysik und speziell experimentellen Tests relativistischer Gravitationstheorien beschäftigt.

## Leben
Kenneth Nordtvedt studierte am Massachusetts Institute of Technology (MIT, Bachelor 1960) und an der Stanford University, wo er 1962 seinen Master-Abschluss in Physik machte und 1965 promoviert wurde. 1963 bis 1965 war er im Instrumentation Lab des MIT. Ab 1965 war er Assistant Professor und später Professor an der Montana State University in Bozeman. Inzwischen ist er emeritiert.
Nordtvedt ist für Vorschläge in den 1960er Jahren für Experimente zur Überprüfung des Äquivalenzprinzips bekannt. Er schlug genaue Messungen des Abstands zum Mond mit Lasern vor um das starke Äquivalenzprinzip zu testen, ob die gravitative Bindungsenergie des Mondes in gleicher Weise zur trägen wie zur schweren Massen des Mondes beiträgt (Nordtvedt Effekt). Nach dem starken Äquivalenzprinzip müsste dies der Fall sein und gravitative Bindungsenergie sich wie alle anderen Energieformen verhalten. Betrachtet man Erde und Mond im Schwerefeld der Sonne sollte sich bei Verletzung des Prinzips eine Abweichung  in den Abstandsmessungen bemerkbar machen. Die Allgemeine Relativitätstheorie (ART) sagt keine Unterschiede voraus, im Gegensatz etwa zur Brans-Dicke-Theorie, die monatliche Oszillationen im Erd-Mond-Abstand (je nach relativer Stellung des Mondes) mit einer Amplitude von bis zu 10 m vorhersagt. Messungen im Lunar Laser Ranging Experiment zeigten keine Abweichungen von den Vorhersagen der ART. Die Experimente waren auch eine Bestätigung des Äquivalenzprinzips hinsichtlich der unterschiedlichen Element-Zusammensetzung der Himmelskörper mit einer relativen Genauigkeit von 10−11.
In den 1990er Jahren war Nordtvedt im Aufsichtsgremium NASA/ESA Projekts für einen geplanten Test des Äquivalenzprinzips im Weltraum (STEP, Space Test of Equivalence Principle). Von 1971 bis 1973 war er Forschungsstipendiat der Alfred P. Sloan Foundation (Sloan Research Fellowship). Er ist Fellow der American Physical Society. Ab 1987 war er im National Science Board während der Präsidentschaft von Ronald Reagan, als einer der beiden einzigen Universitätswissenschaftler in diesem Gremium.
Ab Anfang der 1980er Jahre war er auch sechs Jahre lang republikanischer Abgeordneter im Repräsentantenhaus von Montana und unterbrach in dieser Zeit seine Forschungstätigkeit, die zuvor in den 1970er Jahren zum Beispiel durch die NASA gefördert worden war.
Er beschäftigte sich auch mit genetischen Methoden in der Ahnenforschung.